# Staufenberg, Hessen
Staufenberg är en stadi Landkreis Gießen i det tyska förbundslandet Hessen. Staufenberg har cirka 9 000 invånare.
Staufenberg består av fyra stadsdelar: Daubringen, Mainzlar, Staufenberg och Treis an der Lumda.